# بوبي هينان
ريموند لويس هينان والمعروف باسم بوبي «ذا برين» هينان (بالإنجليزية: Bobby Heenan)‏‏ (1 نوفمبر 1944 - 17 سبتمبر 2017) هو مصارع محترف ومدير ومعلق أمريكي. اشتهر خلال مشاركته في جمعية المصارعة الأمريكية (AWA)، وكذلك في دبليو دبليو إي وبطولة العالم للمصارعة. بدأ مشواره الرياضي سنة 1960 واستمر لمدة أربعة عقود. وحصل هينان على تكريم في قاعة المشاهير في عام 2004.

## روابط خارجية
- بوبي هينان على موقع IMDb (الإنجليزية)
- بوبي هينان على موقع إن إن دي بي (الإنجليزية)
- بوبي هينان على موقع قاعدة بيانات الفيلم (الإنجليزية)
- بوبي هينان على موقع دبليو دبليو إي (الإنجليزية)
- بوبي هينان على موقع WrestlingData.com (الإنجليزية)
- بوبي هينان على موقع CageMatch worker (الإنجليزية)
- بوبي هينان على موقع قاعدة بيانات المصارعة على الإنترنت (الإنجليزية)
- بوبي هينان على موقع عالم المصارعة على الإنترنت (الإنجليزية)
- بوبي هينان على موقع عالم المصارعة على الإنترنت (الإنجليزية)